# Nakatane (Kagoshima)
Nakatane (中種子町 Nakatane-chō?) es una ciudad que se encuentra en el distrito de Kumage en la prefectura de Kagoshima, en la zona central de la isla de Tanegashima, Japón. 
Desde el 1 de junio de 2013, la ciudad tiene un estimado de población de 8,439 habitantes y un densidad de población de 61.2 personas por km². La superficie total es de 137.78 km².

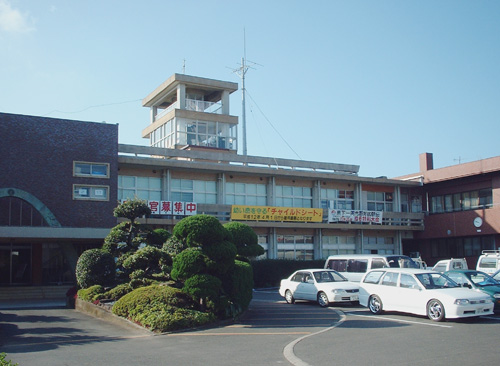
Ayuntamiento de Nakatane.

## Geografía
Nakatane ocupa el centro de la isla de Tanegashima, con el Mar de China Oriental al oeste y el Océano Pacífico hacia el este. 
El clima se clasifica como subtropical húmedo (Clasificación climática de Köppen' Cfa), con veranos muy calurosos e inviernos suaves. 
La precipitación es alta durante todo el año, pero es más alta en los meses de mayo, junio y septiembre.

### Municipalidades vecinas
- Nishinoomote
- Minamitane
- Mishima

## Historia
La localidad de Nakatane se estableció el 1 de abril de 1889. Fue construida en 1925 una central eléctrica y el primer teléfono fue instalado en 1938. El 10 de noviembre de 1940, Nakatane se actualizó a la categoría de ciudad. El aeropuerto de Tanegashima abrió sus puertas en Nakatane en 1958.
Nakatane aparece en el largometraje japonés animado de 5 centímetros por segundo, dirigido por Makoto Shinkai. Fue estrenado el 3 de marzo de 2007 en Japón.

## Transportes

### Autopistas
- "Japan National Route 58"

### Aeropuerto
- "New Tanegashima Airport"

## Algunas vistas de Nakatane

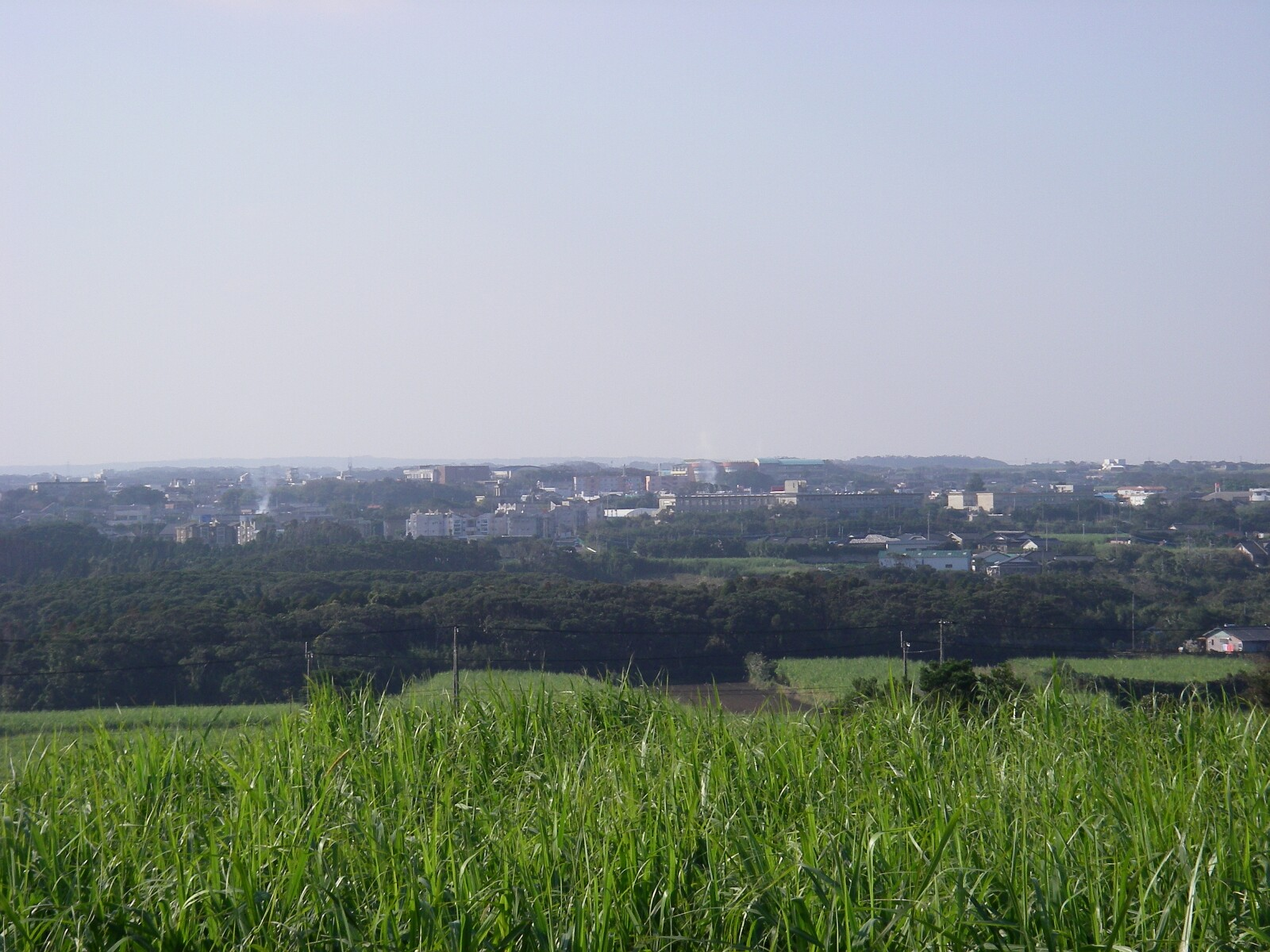
Vista parcial de la ciudad de Nakatane.
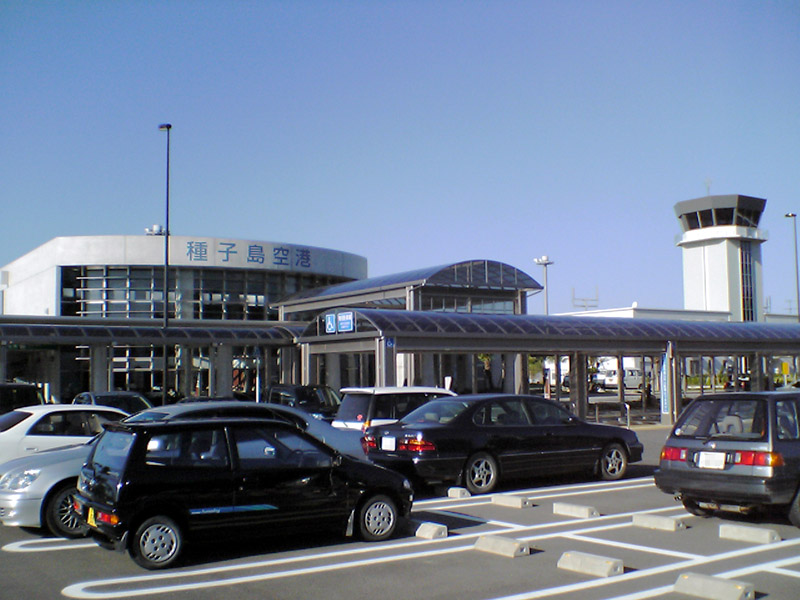
El nuevo aeropuerto de Tanegashima.
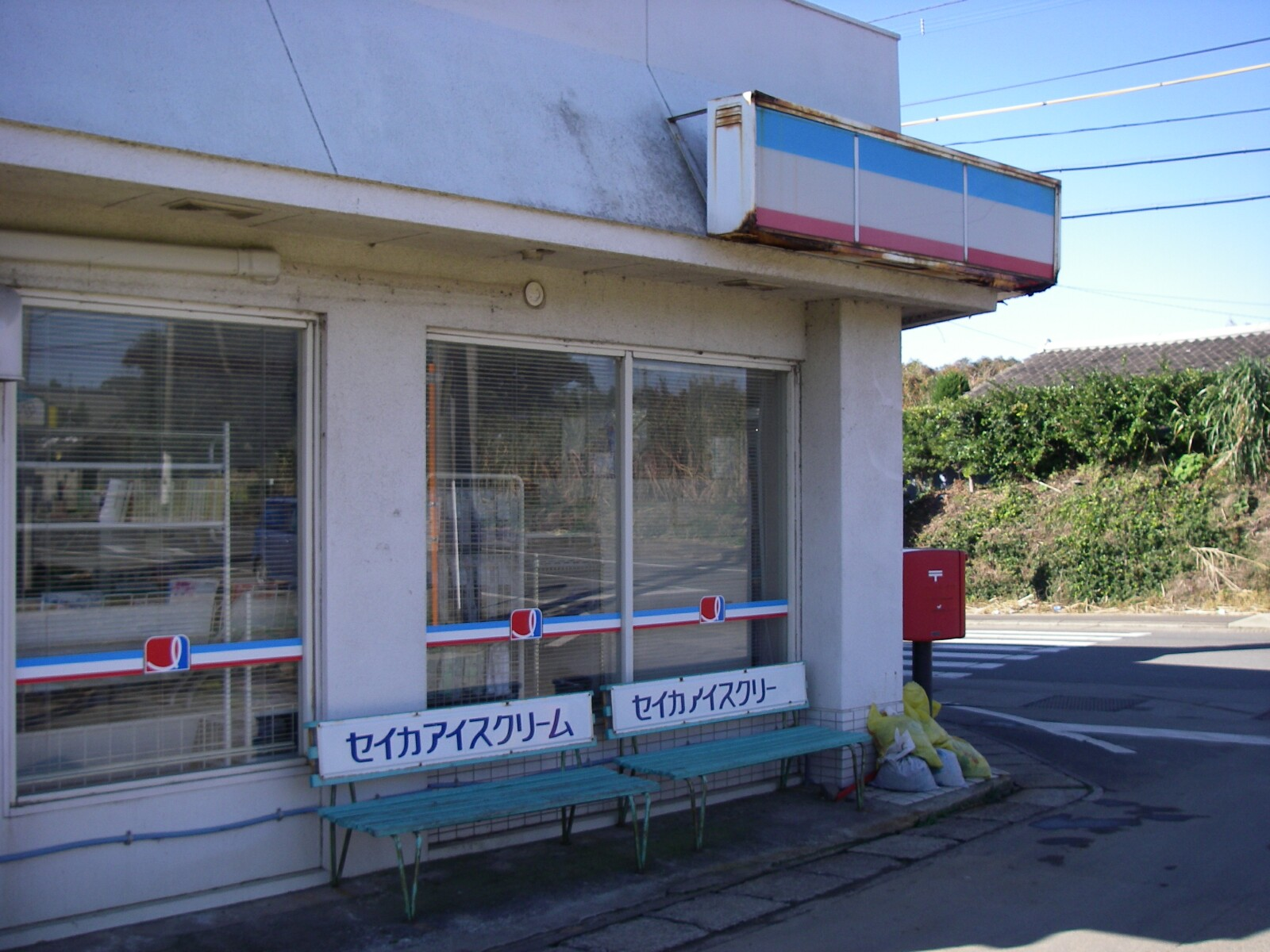
Parada.
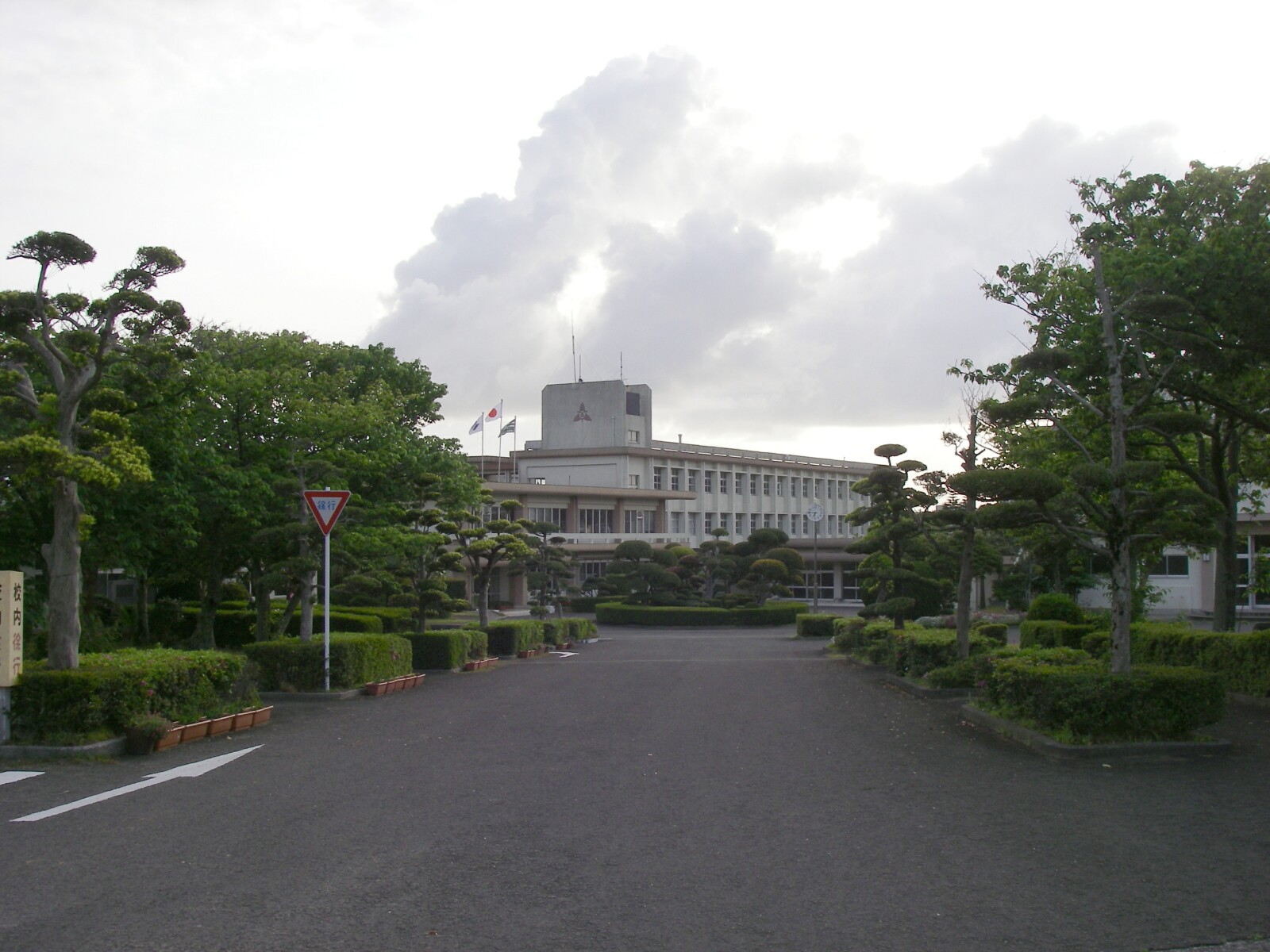
Tanegasimachuo High school.